# شوی (روستا)
شوی (به لاتین: Xoi) یک منطقهٔ مسکونی در جمهوری خلق چین است که در منطقه خودمختار تبت واقع شده‌است.